# Aveva un bavero/Piripicchio e Piripicchia
Aveva un bavero è un brano musicale composto da Mario Panzeri e Virgilio Ripa, presentato al Festival di Sanremo 1954 nell'interpretazione del Quartetto Cetra e di Vittoria Mongardi accompagnata dal Duo Fasano.

## Il brano
Il Quartetto fece il suo debutto al Festival quell'anno, presentando questo brano ed altri cinque (Arriva il direttore, Un diario, Canzoni alla sbarra, Cirillino-Ci e Piripicchio e Piripicchia), ma l'unico che arrivò tra i finalisti fu proprio Aveva un bavero. Anche la Mongardi era al debutto, e presentò altri tre brani, due dei quali eliminati dopo il primo ascolto.
Il singolo contenente la versione del Quartetto risultò in assoluto uno dei più venduti di quell'anno.
Nilla Pizzi ne fece una cover, così come altri artisti dell'epoca.
Il testo racconta la storia di un amore che non ebbe una sorte felice: la ragazza per raccogliere un fiore si sporge talmente tanto che cade nel fiume, ed il ragazzo triste per la perdita dell'amata pone fine alla sua vita suicidandosi, così che i due possano stare insieme per sempre.
Piripicchio e Piripicchia è il brano presente nel lato b del disco. anche questo presentato allo stesso festival.

### Classifica annualeAveva un bavero
| Classifica (1954) | Posizione | Artista         |
| ----------------- | --------- | --------------- |
| Italia            | 3         | Quartetto Cetra |

### Classifica annualePiripicchio e Piripicchia
| Classifica (1954) | Posizione | Artista                   |
| ----------------- | --------- | ------------------------- |
| Italia            | 32        | Quartetto Cetra           |
| Italia            | 68        | Duo Fasano e Gino Latilla |